# شلدون لویس
شلدون لویس (انگلیسی: Sheldon Lewis؛ ۲۰ آوریل ۱۸۶۸ – ۷ مهٔ ۱۹۵۸) یک هنرپیشه اهل ایالات متحده آمریکا بود.